# Каролина Плишкова
Кароли́на Пли́шкова (на чешки: Karolína Plíšková; родена на 21 март 1992 г.) е професионална чешка тенисистка.
Тя има 4 титли на сингъл и 4 на двойки от тура на WTA, както и 16 ITF титли – 10 сингъл и 6 на двойки. На 17 август 2015 г. тя се изкачва до рекордното за нея 7-о място в световната ранглиста. На 18 май същата година е номер 38 на двойки.
Като девойка Каролина печели Аустрелиън Оупън 2010 за младежи, надигравайки Лора Робсън във финала. Има близначка – Кристина, която също е тенисистка и е шампионка на Уимбълдън за девойки през 2010 г. Те са първите близначки в историята на WTA, печелили заедно титла на двойки. Плишкова се състезава за Чехия в отборното първенство Фед Къп, а отношението ѝ победи—загуби е 2 – 0.

## Лични данни
Плишкова е родена в семейството на Радек и Мартина и има близначка, която също е тенисистка и се казва Кристина. Каролина започва да играе тенис, когато е на 4 години. Харесва също риболова, поп музиката и филмите. Обича да чете книги от Паулу Коелю. Любимото ѝ ястие са макароните.

## Кариера
Като девойка Каролина печели Аустрелиън Оупън 2010 за младежи, надигравайки Лора Робсън във финала.
| Изход     | No. | Година | Турнир           | Настилка | Опонент на финала | Резултат на финала  |
| --------- | --- | ------ | ---------------- | -------- | ----------------- | ------------------- |
| Шампионка | 1.  | 2010   | Аустрелиън Оупън | Твърда   | Лора Робсън       | 6 – 1, 7 – 6(7 – 5) |

### 2012
Плишкова играе в първата си основна схема на турнир от Големия шлем на Ролан Гарос 2012. Първо тя преминава квалификациите, отстранявайки последователно Диа Евтимова, Тамарин Хендлър и Лора Робсън. След това тя губи в първи кръг от световната номер 8 Марион Бартоли с 3 – 6, 3 – 6.

### 2013
Плишкова започва годината на Бризбейн Интернешънъл 2013, където отпада в първи кръг. Следва турнирът Апия Интернешънъл Сидни 2013, в чиито квалификации тя побеждава Александра Панова, Ирина Фалкони и Естреля Кабеса Кандела. В първия си мач от основната схема обаче отстъпва на третата поставена Сара Ерани. На Аустрелиън Оупън 2013 отпада в първи кръг.
Плишкова печели първата си WTA титла на Малайзиън Оупън 2013. Във финалния двубой тя отстранява американката Бетани Матек-Сандс с 1 – 6, 7 – 5, 6 – 3. В резултат на доброто си представяне, Каролина дебютира в първите 100 на света.
През април на Бе Ен Пе Париба Катовице Оупън 2013 стига до четвъртфиналите, където взема само гейм на Роберта Винчи. На Ролан Гарос 2013 отстъпва в първия си мач на Гарбине Мугуруса. Стига до втори кръг на Уимбълдън 2013, след като побеждава поставената под No.13 Надя Петрова. Спряна е от Петра Мартич с 6 – 7, 1 – 6. В последния турнир от Големия шлем за годината, US Open 2013, участието ѝ приключва в първи кръг след загуба от Южени Бушар с 6 – 4, 4 – 6, 5 – 7.

## Финали на турнири отWTA Тур

### Сингъл: 11 (4 – 7)
| Легенда                              |
| ------------------------------------ |
| Турнири от Големия шлем (0 – 0)      |
| Шампионат на WTA Тур (0 – 0)         |
| Задължителни Висши & Висши 5 (0 – 1) |
| Висши (0 – 3)                        |
| Международни (4 – 3)                 |

| Финали по настилка |
| ------------------ |
| Твърда (3 – 5)     |
| Трева (0 – 1)      |
| Клей (1 – 1)       |
| Мокет (0 – 0)      |

| Изход      | No. | Дата       | Турнир                                         | Настилка   | Опонент            | Резултат                          |
| ---------- | --- | ---------- | ---------------------------------------------- | ---------- | ------------------ | --------------------------------- |
| Шампионка  | 1.  | 03/03/2013 | Малайзиън Оупън, Куала Лумпур, Малайзия        | Твърда     | Бетани Матек-Сандс | 1 – 6, 7 – 5, 6 – 3               |
| Финалистка | 1.  | 02/02/2014 | Патая Оупън, Патая, Тайланд                    | Твърда     | Екатерина Макарова | 3 – 6, 6 – 7(7 – 9)               |
| Финалистка | 2.  | 24/05/2014 | Нюрнбергер Ферзихерунгскъп, Нюрнберг, Германия | Клей       | Южени Бушар        | 2 – 6, 6 – 4, 3 – 6               |
| Финалистка | 3.  | 14/09/2014 | Хонгконг Тенис Оупън, Хонгконг                 | Твърда     | Сабине Лисицки     | 5 – 7, 3 – 6                      |
| Шампионка  | 2.  | 21/09/2014 | КИА Корея Оупън, Сеул, Южна Корея              | Твърда     | Варвара Лепченко   | 6 – 3, 6 – 7(5 – 7), 6 – 2        |
| Шампионка  | 3.  | 12/10/2014 | Дженерали Лейдис Линц, Линц, Австрия           | Твърда (з) | Камила Джорджи     | 6 – 7(4 – 7), 6 – 3, 7 – 6(7 – 4) |
| Финалистка | 4.  | 15/01/2015 | Апия Интернешънъл Сидни, Сидни, Австралия      | Твърда     | Петра Квитова      | 6 – 7(5 – 7), 6 – 7(6 – 8)        |
| Финалистка | 5.  | 21/02/2015 | Дубай Тенис Чемпиъншипс, Дубай, ОАЕ            | Твърда     | Симона Халеп       | 4 – 6, 6 – 7(4 – 7)               |
| Шампионка  | 4.  | 02/05/2015 | Прага Оупън, Прага, Чехия                      | Клей       | Луцие Храдецка     | 4 – 6, 7 – 5, 6 – 3               |
| Финалистка | 6.  | 21/06/2015 | Аегон Класик, Бирмингам, Великобритания        | Трева      | Анджелик Кербер    | 7 – 6(7 – 5), 3 – 6, 6 – 7(4 – 7) |
| Финалистка | 7.  | 09/08/2015 | Банк ъф дъ Уест Класик, Станфорд, САЩ          | Твърда     | Анджелик Кербер    | 3 – 6, 7 – 5, 4 – 6               |

(з) = Закрито

### Двойки: 5 (4 – 1)
| Легенда                              |
| ------------------------------------ |
| Турнири от Големия шлем (0 – 0)      |
| Шампионат на WTA Тур (0 – 0)         |
| Задължителни Висши & Висши 5 (0 – 0) |
| Висши (0 – 0)                        |
| Международни (4 – 1)                 |

| Финали по настилка |
| ------------------ |
| Твърда (2 – 0)     |
| Трева (0 – 0)      |
| Клей (2 – 1)       |
| Мокет (0 – 0)      |

| Изход      | No. | Дата              | Турнир                                              | Настилка | Партньорка        | Опонентки                               | Резултат                |
| ---------- | --- | ----------------- | --------------------------------------------------- | -------- | ----------------- | --------------------------------------- | ----------------------- |
| Финалистки | 1.  | 13 юли 2013       | Интернационали Феминили ди Палермо, Палермо, Италия | Клей     | Кристина Плишкова | Кристина Младенович Катажина Питер      | 1 – 6, 7 – 5, [8 – 10]  |
| Шампионки  | 1.  | 13 октомври 2013  | Дженерали Лейдис Линц, Линц, Австрия                | Твърда   | Кристина Плишкова | Габриела Дабровски Алисия Росолска      | 7 – 6(8 – 6), 6 – 4     |
| Шампионки  | 2.  | 24 май 2014       | Нюрнбергер Ферзихерунгскъп, Нюрнберг, Германия      | Клей     | Михаела Крайчек   | Ралука Олару Шахар Пеер                 | 6 – 0, 4 – 6, [10 – 6]  |
| Шампионки  | 3.  | 13 юли 2014       | Гащайн Лейдис, Бад Гащайн, Австрия                  | Клей     | Кристина Плишкова | Андрея Клепач Мария Тереса Торо Флор    | 4 – 6, 6 – 3, [10 – 6]  |
| Шампионки  | 4.  | 14 септември 2014 | Хонгконг Тенис Оупън, Хонгконг                      | Твърда   | Кристина Плишкова | Патриция Майр-Ахлайтнер Арина Родионова | 6 – 2, 2 – 6, [12 – 10] |